# Jasénka
Jasénka je potok a levostranný přítok řeky Opava na katastru města Hlučín v okrese Opava v Moravskoslezském kraji. Nachází se také v Opavské pahorkatině (patřící do Slezské nížiny v geomorfologické oblasti Středopolských nížin) a v Děhylovské pahorkatině (patřící do Vítkovské vrchoviny v geomorfologickém celku Nízký Jeseník) v Horním Slezsku.

## Popis toku
Jasénka pramení v oblasti Obora, poblíž Křížové cesty v Kozmicích, v katastru obce Darkovičky, části města Hlučín v okrese Opava v Opavské pahorkatině. Protéká přes Darkovičky, kde je část jejího toku zatrubněn a kde podtéká pod silnicí silnice II/469. Pak teče přes východní část Hlučína, Jasénky, Podlesí kolem památné Lípy u Krömerova mlýna a osady Jasénky, kde se vlévá zleva do řeky Opavy a to jihovýchodně od Vinné hory. Dolní část toku leží v Děhylovské pahorkatině, kde v potoce jsou vidět také břidlice. Potok má několik bezejmenných přítoků. Vodstvo Jasénky, společně s Opavou a dalšími vodními toky, patří do povodí veletoku Odra a úmoří Baltského moře.